# Patrick Hoffmann
Patrick Hoffmann (* 25. Juli 1974 in München) ist ein deutscher Curler. 
Sein internationales Debüt hatte Hoffmann im Jahr 1995 bei der Curling-Juniorenweltmeisterschaft in Perth und gewann mit einer Silbermedaille sein erstes Edelmetall. Bei der EM 2002 wurde er erstmals Europameister. Bei der EM 2004 konnte Hoffmann den Titel des Europameisters erneut gewinnen.
Hoffmann spielte für Deutschland bei den Olympischen Winterspielen 2002 in Salt Lake City als Ersatzspieler. Die Mannschaft schloss das Turnier auf dem sechsten Platz ab. 

## Erfolge
- Europameister 2002, 2004
- 2. Platz Weltmeisterschaft 2004
- 2. Platz Juniorenweltmeisterschaft 1995
- 3. Platz Juniorenweltmeisterschaft 1996